# Adamantisaurus
Adamantisaurus ist eine Gattung sauropoder Dinosaurier aus der Gruppe der Titanosauria, die in der Oberkreide Südamerikas lebte. 
Wie alle Sauropoden war Adamantisaurus ein großer, quadrupeder (vierfüßiger) Pflanzenfresser mit langem Hals und Schwanz. Bisher sind lediglich 6 vordere verbundene Schwanzwirbel sowie zwei Haemapophysen (Fortsätze von Schwanzwirbeln) bekannt, die in der brasilianischen Provinz São Paulo entdeckt wurden. Die Gattung wurde mit der einzigen Art, Adamantisaurus mezzalirai, im Jahr 2006 von Santucci und Bertini erstbeschrieben.

## Merkmale
Die sechs Schwanzwirbel befanden sich bei der Entdeckung im anatomischen Verbund, es handelte sich vermutlich um eine Serie vom zweiten bis zum siebten Schwanzwirbel. Die Wirbel waren stark procoel, also auf der Vorderseite konkav. An diesen Wirbeln fanden sich einige Autapomorphien (Unterscheidungsmerkmale), mit denen man die Gattung von anderen Gattungen abgrenzen kann: So waren beispielsweise die nach oben gerichteten Wirbelfortsätze leicht nach hinten geneigt und an ihren oberen Enden seitlich vergrößert, auch wiesen die Post- und Präzygapophysen (mechanische Verbindungselemente der Wirbel) vergrößerte Verbindungsflächen auf, wobei die Verbindungsfläche der Postzygapophysen konkav war.

## Fund und Namensgebung
Die Wirbel hat der Paläontologe Sergio Mezzalira bereits 1958 beim Bau einer Eisenbahn (Adamantina–Irapuru) gesammelt, zusammen mit einigen Titanosaurier-Zähnen und einer fast vollständig erhaltenen Schildkröte. Der Fundort liegt in der Nähe von Florida Paulista im südwestlichen São Paulo und gehört geologisch zur Adamantina-Formation, einem Schichtglied der Bauru-Gruppe. Das genaue Alter der Bauru-Gruppe ist noch immer umstritten, die Erstbeschreiber vermuten jedoch, dass die Knochen aus dem späten Campanium bis frühen Maastrichtium stammen.
Ursprünglich ordnete Mezzalira (1966, 1989) den Wirbeln einen Oberschenkelknochen zu, der von Arbeitern beim Bau der Eisenbahn aus derselben Fundstelle geborgen wurde, aus der später die Wirbel auftauchten. Die Erstbeschreiber schrieben diesen Knochen jedoch nicht dem Adamantisaurus zu, da er wahrscheinlich zu einem anderen Individuum gehörte; so war er im Verhältnis zu den Wirbeln klein und zeigte einen anderen Erhaltungszustand. Außerdem sind Fundstellen, bei der mehrere Spezies zusammen entdeckt werden, in der Adamantina-Formation häufig, weshalb der Knochen auch zu einer anderen Art gehören könnte.
Der Name Adamantisaurus ist von der Adamantina-Formation abgeleitet, aus der die Fossilien stammen, sowie vom Griechischen σαῦρος sauros – „Echse“. Das Artepitheth mezzalirai ehrt den Paläontologen Sergio Mezzalira, welcher die Knochen gesammelt hat und erstmals in der Literatur erwähnte.